# Kore wa zombie desu ka?
Kore wa zombie desu ka? (これはゾンビですか??, Kore wa zonbi desu ka?, lett. "Questo è uno zombie?") è una serie di light novel giapponesi di Shinichi Kimura, con illustrazioni di Kobuichi e Muririn. Il titolo della serie è ufficialmente abbreviato in Korezom (これゾン?, Korezon). Dalla serie sono state adattate tre serie manga ed due serie televisive anime prodotte dallo Studio Deen, la prima trasmessa in Giappone fra l'11 gennaio 2011 ed il 31 marzo 2011, la seconda intitolata Kore wa zombie desu ka? of the dead (これはゾンビですか? オブザデッド?, Kore wa zonbi desu ka? obu za deddo), trasmessa in Giappone fra il 5 aprile 2012  ed il 7 giugno 2012.

## Trama
Ayumu Aikawa è uno zombie, resuscitato da una negromante chiamata Eucliwood Hellscythe, dopo essere stato ucciso da un serial killer, e ne diventa il "servo". Mentre Ayumu fa del proprio meglio per rendere "normale" la propria vita da non morto, il giovane si imbatte in una Masō-Shōjo (魔装少女? lett. "Ragazza dall'abbigliamento magico", un gioco di parole con "mahō shōjo") chiamata Haruna, ed inavvertitamente la priva dei suoi poteri magici. Ayumu quindi dovrà prendere anche il compito di Haruna di combattere contro i malvagi demoni chiamati Megalo. Ad aiutarlo, oltre ad Eucliwood ed Haruna, si unirà anche Seraphim, una giovane vampira ninja.

## Personaggi

### Protagonisti
Ayumu Aikawa (相川 歩?, Aikawa Ayumu)
Doppiato da: Takuma Terashima (drama CD), Junji Majima (anime)
Ayumu è un ragazzo che è stato ucciso da un serial killer e resuscitato come zombie da una negromante, Eucliwood Hellscythe. Come zombie, egli è immortale e può superare i limiti del corpo umano, ottenendo così una grande forza fisica. Tuttavia sente ancora il dolore (dal quale si riprende subito) e la luce del sole gli prosciuga le energie. Il suo corpo è debole contro il fuoco e tende a rompersi se si supera troppo il limite (per poi rimettersi in sesto). Ci sono anche vari aspetti della sua natura zombie che Ayumu deve ancora scoprire, come l'abilità di assorbire la magia. Come risultato dopo aver assorbito la magia di Haruna, Ayumu è costretto a diventare un Masō-Shōjo e a indossare il suo stesso vestito tutto pizzi e merletti rosa. Quando Ayumu si trasforma in Masō-Shōjo continua ad avere il suo potere di zombie ma perde alcuni degli effetti negativi associati, come la debolezza alla luce del sole. Quando Mystletainn riconosce nuovamente Haruna come sua proprietaria, permette a entrambe di trasformarsi in Masō-Shōjo in tandem, proprio prima di combattere Yoruno. Nel manga è anche più aggressivo, come si vede nel suo combattimento contro Kyoko, quando ci vuole l'apparizione e l'intervento di Ariel per impedirgli di ucciderla. Nell'anime, invece, si astiene dall'ucciderla definitivamente dopo aver capito che era giunta alla sua ultima vita. Ha un talento nascosto nella break-dance ed è riuscito ad impressionare Eucliwood. Quando gli è stata cancellata la memoria, l'aspetto dell'accidia noto come Belphegor si è impossessato del suo corpo. Da quando Ayumu è diventato uno zombie, ha incontrato molte ragazze diverse, comprese alcune antagoniste, che hanno sviluppato un interesse piuttosto complicato per lui.
Alla fine della light novel, lavora come salaryman e vive tranquillamente con le sue amiche.
Eucliwood Hellscythe (ユークリウッド・ヘルサイズ?, Yūkuriuddo Herusaizu)
Doppiata da: Yukari Tamura (drama CD), Midori Tsukimiya (anime), Kotono Mitsuishi, Mika Kanai, Tomoko Kaneda, Yūko Minaguchi, Satomi Kōrogi, Sakura Tange, Yuki Matsuoka, Noriko Hidaka, Fumi Hirano (1° stagione anime, sogni ad occhi aperti), Kikuko Inoue, Omi Minami (2° stagione anime, sogni ad occhi aperti)
Eucliwood Hellscythe, o anche solo Eu (ユー?, Yū), è una negromante dai capelli d'argento che ha riportato in vita Ayumu per farne il suo servitore e da allora vive con lui. Indossa un'armatura e non può parlare, se non scrivendo, a causa dei suoi poteri: l'armatura serve per stabilizzare i suoi poteri e la sua decisione di rimanere muta, salvo alcune occasioni particolari, è data dal fatto che i suoi poteri magici sono talmente elevati che persino le sue parole possono risultare dannose per chi la circonda, ad esempio può uccidere qualcuno semplicemente pronunciando la parola "Muori". Prova un forte dolore ogni volta che la sua magia viene attivata e sostiene che anche se dovesse morire, la sua magia continuerebbe senza controllo. Non le piace che si parli di morte o che si dica a qualcuno di morire, poiché (dato che si fa carico del dolore di chiunque guarisca, rianimi o uccida) comprende il dolore della morte, nonostante sia lei stessa immortale. Anche se considera Ayumu il suo servo, dimostra di tenere a lui e ammette di essere innamorata di lui ma di non riuscire a esprimere i suoi sentimenti. Ayumu la conforta ogni volta che pensa alla sua insicurezza e lei dimostra di prendere a cuore questi sentimenti. Ayumu sogna spesso ad occhi aperti che lei si comporti come un personaggio delle visual novel e che parli in modo sdolcinato (doppiata da un'attrice diversa in ogni episodio dell'anime). Può anche diventare una Masō-Shōjo, ed è implicito che abbia fatto uno stage alla Matellis, sotto Ariel. Nell'episodio 11, parla per la prima volta con Ayumu, indicando che ha acquisito un certo controllo sulla sua magia. Come o cosa abbia fatto per controllarla è un mistero; tuttavia, a volte non si rende conto di essere in grado di gestirla nonostante l'abbia già fatto in passato.
Haruna (ハルナ?)
Doppiata da: Kaoru Mizuhara (drama CD), Iori Nomizu (anime)
Haruna è una Masō-Shōjo, autoproclamatasi genio, che brandisce una motosega chiamata Mystletainn (ミストルティン?, Misutorutin) per combattere i demoni noti come Megalo. Proviene da Villier, il mondo magico delle Masō-Shōjo. Può anche usare la sua magia per riparare i danni causati dalle sue battaglie e cancellare i ricordi delle persone, abilità quest'ultima che diventa utile ad Ayumu (per evitare di esporre il suo crossdressing). Dopo il primo incontro con Ayumu, a seguito di un combattimento con un demone in un cimitero, i poteri magici di Haruna vengono assorbiti da quest'ultimo; la magia usata da Eu per rianimarlo è infatti più forte della sua. Mentre Haruna cerca di capire questa situazione, nomina Ayumu per combattere i Megalo al suo posto come Masō-Shōjo e inizia anche a vivere con lui. È un'ottima cuoca, anche se di solito si limita a preparare uova fritte (così deliziose che la gente si stupisce che non ci sia altro). Haruna viene mostrata mentre picchia Ayumu e si arrabbia per alcuni suoi comportamenti. Nonostante si autoproclami un genio, ha difficoltà a ricordare i dettagli importanti dei compiti, poiché ricorda solo ciò che ritiene interessante e omette tutto il resto. Haruna sembra provare dei sentimenti romantici per Ayumu, sognando di baciarlo e chiedendogli di baciarla. È persino gelosa della relazione tra Mael e Ayumu, soprattutto quando lui le sta troppo vicino. Nell'ultimo capitolo del manga, Haruna bacia due volte Ayumu proclamandosi "vincitrice" e affermando poi che lei e Ayumu "usciranno". Alla fine, Mystletainn la riconosce nuovamente come sua proprietaria, permettendo a lei e ad Ayumu di trasformarsi in Masō-Shōjo in tandem per la battaglia finale contro Yoruno.
Seraphim (セラフィム?, Serafimu)
Doppiata da: Shizuka Itō (drama CD), Yōko Hikasa (anime)
Seraphim, o "Sera" (セラ?), è una ninja vampiro (吸血忍者?, Kyūketsu-ninja) dai capelli neri e ben dotata che combina la sua tecnica segreta di spada: Taglio della Rondine (燕返し?, Tsubame gaeshi), e i riflessi da ninja con i suoi poteri da vampiro per combattere i nemici. Può formare un paio di ali di pipistrello e una katana di foglie. Il suo abbigliamento caratteristico consiste in un top giallo a spaghetti (che lascia intravedere il ventre) e in jeans blu scuro (è quello che indossa più spesso nel materiale promozionale). Come vampiro, Sera necessita periodicamente di sangue per rimanere in vita e può anestetizzare le persone con un bacio per attenuare il dolore dei morsi sul collo. Lo fa solo con le ragazze, poiché baciare un ragazzo simboleggerebbe il matrimonio secondo le regole della sua fazione. Arriva a casa di Ayumu per servire Eu, ma quando viene rifiutata, diventa la serva di Ayumu (solo di nome) nella speranza di poter far cambiare idea a Eu. Tuttavia, è indifferente nei confronti di Ayumu, chiamandolo con diversi nomignoli cattivi, il più frequente è "schifoso insetto" (クソ虫?, Kuso-mushi), anche se nutre un sano rispetto per le sue abilità di combattimento e a modo suo, gli vuole bene. Sera è anche la più brava a cucinare tra i suoi amici. Tuttavia, è pessima nella scelta degli ingredienti: i suoi consumatori di solito svengono o vengono portati in ospedale a causa dei suoi pasti bizzarri, come nei casi di Mael e Orito. Sera ha una breve discussione con Ayumu sulla sua partecipazione al tentativo di assassinio di Eu da parte di Saras e, per motivi morali, decide di lasciar vivere Eu. Tuttavia, Sera viene uccisa da Yoruno, per poi risorgere quando Eu si punge il dito per fornirle del sangue, che la rende la chiave per sigillare le porte degli inferi. Kyoko rivela che Sera è una tsundere e maschera i suoi veri sentimenti, soprattutto quando si tratta di Ayumu.
Mael Strom (メイル・シュトローム?, Meiru Shutorōmu) / Yuki Yoshida (吉田 友紀?, Yoshida Yuki)
Doppiata da: Mamiko Noto (drama CD), Hisako Kanemoto (anime)
Mael è una ninja vampiro bionda di una fazione diversa da quella di Sera, che è anche una studentessa del liceo di Ayumu, dove è conosciuta come Yuki Yoshida. A causa della scrittura di questo nome, viene spesso soprannominata "Tomonori" (トモノリ?), ma permette solo ad Ayumu di chiamarla con questo nome. Yuki ha dentro di sé un gigantesco spirito del fuoco, chiamato Mysticore. Quando perde il controllo, prende il sopravvento della sua coscienza e si scatena, distruggendo tutto ciò che si trova nelle vicinanze. Dopo aver baciato per sbaglio Ayumu, spinto accidentalmente su di lei da Haruna, i due sono tecnicamente sposati secondo le leggi dei vampiri ninja. Mael Strom prende sul serio la questione e fa di tutto per "essere una brava moglie" quando è a scuola. Anche se inizialmente accetta la sua posizione di moglie solo per tradizione, alla fine sviluppa forti sentimenti per Ayumu grazie al suo carattere gentile e audace. Ayumu non sembra prenderla molto sul serio, ma Yuki afferma di aver sempre voluto sposarsi. È un po' maschiaccio e parla con il termine "minerale" quando si riferisce a se stessa. Mael è in grado di usare la zuppa di ramen tonkotsu per sconfiggere istantaneamente i Megalo, anche se la spiegazione è troppo avanzata persino per lei. Ha anche una macchina che spruzza la stessa zuppa sulla città in caso di attacco di un'orda di Megalo. Nell'anime, tuttavia, la macchina è stata rotta (si lascia intendere che la fazione di Sera l'abbia distrutta perché poteva turbare l'ambiente naturale quando veniva utilizzata) e quindi il progetto è stato abbandonato. Nella seconda stagione, Ayumu regala a Mael un anello che sopprime Mysticore, anche se lei lo scambia per una fede nuziale.
Sarasvati (サラスバティ?, Sarasubati) / Kirara Hoshikawa (星川 輝羅々?, Hoshikawa Kirara)
Doppiata da: Aya Gōda
Sarasvati, detta "Saras" (サラス?, Sarasu), è una ninja vampiro e superiore di Sera che vive nel mondo umano come Kirara Hoshikawa. Conosciuta anche come Lovely Kirara, conduce una "doppia" vita come cantante idol molto popolare nel mondo umano. Conosciuta come una persona seria che emana una grande autorità e una volontà di ferro, fa sì che Sera tenti di assassinare Eu perché è una calamita per i Megalo. Tuttavia, Saras fa in modo che Sera venga giustiziata per non aver seguito i suoi ordini. In seguito, Saras salva lei e Haruna da Yoruno. La donna revoca la sua missione, dopo che le fazioni combinate di lei e Mael sono riuscite a sigillare i cancelli del Mondo Sotterraneo (anche se Sera è stata la chiave, dato che nelle sue vene scorreva il sangue di Eu dopo una ferita mortale subita da Yoruno). Saras possiede un bar, dove Ayumu e Orito accettano la "sfida delle tsundere" per conquistare le ragazze presenti. Alla fine si innamora di Ayumu (per essere più precisi, a prima vista, quando vede il suo sedere e le sue curve, ma si innamora comunque di lui). Invita Ayumu al suo concerto. Saras si dice felice che Ayumu sia riuscito a mantenere la sua promessa e lo bacia indirettamente. In questo modo, secondo le sue usanze, si sposa con Ayumu.

### Antagonisti
Kyoko (京子?, Kyōko)
Doppiata da: Noriko Shitaya
Presentata per la prima volta come una presunta amica d'infanzia del compagno di classe di Ayumu, Orito, e una sopravvissuta agli attacchi dei serial killer. In realtà, è una Masō-Shōjo e la serial killer responsabile dell'uccisione di Ayumu. Uccidendo vari esseri umani e sacrificando le loro anime, può aggiungere quelle vite alle sue, permettendosi di rivivere se viene uccisa. A volte sembra mostrare tendenze da yandere. In seguito si scopre che è posseduta dal Re della Notte. Dopo la sua sconfitta da parte di Ayumu, quest'ultimo le mostra pietà rifiutandosi di ucciderla definitivamente una volta che ha raggiunto la sua ultima vita. Viene imprigionata per la rieducazione dopo che Ariel si presenta per congratularsi con Ayumu per essere stato clemente nello sconfiggerla, avvertendolo che lo avrebbe ucciso per rappresaglia se Ayumu l'avesse uccisa. In seguito viene confinata in isolamento a Villier da Dai-sensei, ma poi viene rilasciata per aiutare Chris e far capire ad Ayumu che lo ama davvero.
Re della Notte (夜の王?, Yoru no Ō)
Doppiato da: Kōji Yusa
Un ex zombie riportato in vita da Eucliwood, che si fa chiamare anche "Yoruno" (夜野?). Secondo lei, il suo cuore si è riempito di cattiveria e ha dovuto ucciderlo, ma sembra che sia ancora vivo. Ha la stessa espressione da zombie di Ayumu. Nell'episodio 10, riesce a uccidere Seraphim per aver fallito il suo tentativo di assassinio di Eu, anche se Eu la riporta indietro con il suo sangue. Nell'episodio 11, si rende conto che ciò che ha fatto a Eu è sbagliato e dice ad Ayumu che "col tempo capirai le difficoltà di vivere una vita immortale". Implora nuovamente e disperatamente Eu di ucciderlo, dicendo che non ce la fa più. La sua ultima richiesta è di essere un pinguino nella sua prossima vita, perché gli piacciono i pinguini. Si lascia intendere che il Re della Notte non detesti l'immortalità in sé, ma piuttosto il fatto di essere un immortale ma di non poter stare con Eu (perché ha ucciso un compagno del Settimo Abisso).
Chris (クリス?, Kurisu) / Takeshi Kurusu (栗須 猛?, Kurusu Takeshi)
Doppiata da: Hitomi Nabatame (Chris) e Daisuke Kishio (Takeshi)
Takeshi Kurisu sembra essere l'insegnante di Ayumu, ma è la Masō-Shōjo più forte di Villier, Chris. All'inizio non si sapeva molto su di lei, se non che era una vagabonda della scuola di Ayumu che è diventata involontariamente la confidente "immaginaria" di Ayumu, che di solito risiede in un ripostiglio, dove Ayumu va a parlare con lei dei problemi che lo riguardano. Tuttavia, Chris è solitamente ubriaca e più preoccupata dalle sue bottiglie di sakè. In seguito si scopre che era anche la mentore di Ariel, ma che è stata trasformata in un uomo semplice e di mezza età dalla maledizione della Regina - perché si pensava che fosse a capo di un colpo di stato, che in realtà è stato architettato da Ariel un secolo prima degli eventi della serie. Da allora, la ragazza sta tramando la sua vendetta contro Ariel per averla lasciata cadere in disgrazia (insieme ad altri coinvolti nel colpo di stato). Grazie alla sua forza e al suo status di cattiva, può essere considerata la Masō-Shōjo che tutte le Masō-Shōjo temono. Grazie alla capacità della sua amica Naegleria di annullare la magia, può tornare a essere una Masō-Shōjo quando è ubriaca. Grazie al fatto che Ayumu viene sempre a parlarle, sembra aver sviluppato una leggera simpatia per lui, tanto che nell'anime lo definisce un buon compagno di bevute e dice che lo aspetterà per unirsi a lei per un drink.

### Altri personaggi
Tulio Orito (織戸 闘莉王?, Orito Tūrio)
Doppiato da: Shinya Takahashi (drama CD), Hiroyuki Yoshino (anime)
Compagno di classe e amico di Ayumu, spesso geloso dell'attuale situazione di Ayumu che vive con tre belle ragazze. Per un breve periodo è venuto a conoscenza della (allora nuova) doppia vita di Ayumu come Masō-Shōjo. Tuttavia, come viene rivelato all'inizio dell'episodio 2, Ayumu ha cancellato la sua memoria dell'incidente, insieme a quella degli altri studenti.
Taeko Hiramatsu (平松 妙子?, Hiramatsu Taeko)
Doppiata da: Rie Yamaguchi
Taeko è una compagna di classe di Ayumu e la migliore amica di Yuki e Kanami. È una ragazza carina con i codini e una delle poche persone della classe (all'inizio della serie) che parla con Ayumu. Nutre anche forti sentimenti romantici per Ayumu, per cui porta i codini (poiché ad Ayumu piacciono le ragazze con tale acconciatura).
Kanami Mihara (三原 かなみ?, Mihara Kanami)
Doppiata da: Mina
Kanami è una compagna di classe di Ayumu e la migliore amica di Yuki e Taeko. Nella sfida di Saras “Sblocca il lato "Dere Dere" delle cinque cameriere del maid cafe”, è l'ultima concorrente che nemmeno Ayumu è riuscito a battere; tuttavia, è stata sconfitta dalla dichiarazione piuttosto sfacciata di Orito , che l'ha colpita profondamente.
Shimomura (下村?)
Doppiata da: Itsuki Takizawa
Spesso chiamato Anderson-kun (アンダーソンくん?, Andāson-kun) da Ayumu, Shinomura è un compagno di classe di Ayumu e il playboy della scuola, che in realtà è un abitante del Mondo Sotterraneo (forse di alto rango, visto che si rivolge a Eu senza alcun onorifico), anche se studia all'estero sulla Terra. Sembra che tenda a prendere in giro le persone, anche se è molto gentile.
Ariel (アリエル?, Arieru) / Dai-sensei (大先生? lett. "Grande insegnante")
Doppiata da: Ai Shimizu
Insegnante di Haruna a Matellis, ha una predilezione per il tofu di Kyoto e manda Haruna a prenderne un po' a causa di un addebito eccessivo sulla sua carta di credito. Le sue vere motivazioni sono sconosciute, ma è molto protettiva nei confronti dei suoi studenti e ucciderà chiunque faccia loro del male (anche se hanno commesso un crimine terribile). In seguito si scopre che in passato era il secondo in comando di Villier e che aveva pianificato di rovesciare Lilia Lilith, la regina di Villier, un secolo prima degli eventi della serie, nominando la sua mentore, Chris, come leader del colpo di stato. Alla fine il colpo fallì e Chris (insieme ad altre persone coinvolte) si prese la colpa, con la maledizione della stessa Chris che assunse le sembianze di un uomo di mezza età; tuttavia, Ariel riuscì apparentemente a sfuggire alla punizione e fu solo degradata a insegnante.
Akuma Danshaku (悪魔男爵? lett. "Barone Demone")
Doppiato da: Tōru Ōkawa
Akuma Danshaku è il capo dei ninja vampiro. Spesso vomita sangue, poiché anche lui è stato maledetto dalla Regina, presumibilmente dopo aver preso la colpa, insieme a Chris, per aver partecipato alla fallita ribellione di Ariel. Quando è scomparso dopo la caduta, i ninja vampiro si sono divisi in diversi gruppi, mentre a Seraphim è stata affidata la missione di cercarlo. Partecipò anche alla creazione delle usanze dei ninja vampiro. Secondo lui, la tradizione del matrimonio forzato è una misura di sicurezza, poiché la maggior parte delle donne ninja vampiro preferisce rimanere single.
Naegleria Nebiros (ネグレリア・ネビロス?, Negureria Nebirosu)
Doppiata da: Ami Koshimizu
Naegleria è un'amica di Eu del Mondo Sotterraneo e un membro dell'ex Settimo Abisso. È riconosciuta come la più forte del Mondo Sotterraneo. Sulla Terra è conosciuta anche come dōjinshi Nene (ネネ?). Naegleria ha l'abitudine di addormentarsi ogni volta che ne ha voglia, in qualsiasi luogo, in qualsiasi posa, in qualsiasi momento (anche mentre è in piedi, o persino mentre esce dalla doccia). Anche Saras è una sua grande fan. Naegleria è anche colei che ha realizzato i guanti magici che tengono sotto controllo i poteri magici di Eu, inoltre aiuta Chris a ritrasformarsi nella sua forma originale di Masō-Shōjo mentre quest'ultima è sotto la sua influenza. Come Chris, sembra che Ayumu le piacesse un po', tanto che era quasi disposta a combattere contro Chris per lui.
Lilia Lilith (リリア・リリス?, Riria Ririsu)
Doppiata da: Mariko Honda
La regina di Villier che punì Chris e Akuma (e alcuni altre Masō-Shōjo) per il loro coinvolgimento in un colpo di stato architettato da Ariel, ma Ariel stessa si è poi riformata dopo l'incidente e insegna ancora a Matellis. Nell'anime, sembra che abbia guardato le avventure di Ayumu attraverso uno specchio. Nei romanzi, Ayumu l'ha baciata accidentalmente, il che ha fatto sì che vedesse Ayumu come un combattente decente e ordinasse a Kyoko di maledire Ayumu. È famosa per aver adattato la sua arma Masō-Shōjo dopo aver studiato qualsiasi persona che riteneva potesse sfidarla come contromisura.
Meringue Salveria (メレンゲ・サルベリア?, Merenge Saruberia)
Meringue è la proprietaria del negozio di ramen "Meringue" ed ex membro del Settimo Abisso. Ha trasformato Orito in un Megalo per far arrabbiare Eu.

## Media

### Light novel
La serie di light novel, edita dalla Fujimi Shobō sotto l'etichetta della Fujimi Fantasia Bunko, è stata scritta da Shinichi Kimura con le illustrazioni di Kobuichi e Muririn. Il primo volume è stato reso disponibile il 20 gennaio 2009 mentre l'ultimo, ovvero il diciannovesimo, il 20 giugno 2015.

#### Volumi
| Nº | Data di prima pubblicazione                                 | Data di prima pubblicazione                                                 | Data di prima pubblicazione |
| Nº | Giapponese                                                  | Giapponese                                                                  |                             |
| -- | ----------------------------------------------------------- | --------------------------------------------------------------------------- | --------------------------- |
| 1  | 20 gennaio 2009                                             | ISBN 978-4-8291-3370-5                                                      |                             |
| 2  | 20 maggio 2009                                              | ISBN 978-4-8291-3370-5                                                      |                             |
| 3  | 20 settembre 2009                                           | ISBN 978-4-8291-3442-9                                                      |                             |
| 4  | 20 gennaio 2010                                             | ISBN 978-4-8291-3481-8                                                      |                             |
| 5  | 20 maggio 2010                                              | ISBN 978-4-8291-3524-2                                                      |                             |
| 6  | 20 ottobre 2010                                             | ISBN 978-4-8291-3574-7                                                      |                             |
| 7  | 20 gennaio 2011                                             | ISBN 978-4-8291-3605-8                                                      |                             |
| 8  | 18 giugno 2011 (ed. regolare) 10 giugno 2011 (ed. limitata) | ISBN 978-4-8291-3650-8 (ed. regolare) ISBN 978-4-8291-9764-6 (ed. limitata) |                             |
| 9  | 19 novembre 2011                                            | ISBN 978-4-8291-3701-7                                                      |                             |
| 10 | 19 maggio 2012 (ed. regolare) 25 aprile 2012 (ed. limitata) | ISBN 978-4-8291-3761-1 (ed. regolare) ISBN 978-4-8291-9766-0 (ed. limitata) |                             |
| 11 | 20 ottobre 2012                                             | ISBN 978-4-8291-3811-3                                                      |                             |
| 12 | 20 febbraio 2013                                            | ISBN 978-4-8291-3858-8                                                      |                             |
| 13 | 18 maggio 2013                                              | ISBN 978-4-8291-3887-8                                                      |                             |
| 14 | 19 ottobre 2013                                             | ISBN 978-4-04-712916-0                                                      |                             |
| 15 | 20 marzo 2014                                               | ISBN 978-4-04-070063-2                                                      |                             |
| 16 | 20 agosto 2014                                              | ISBN 978-4-04-070272-8                                                      |                             |
| 17 | 20 novembre 2014                                            | ISBN 978-4-04-070273-5                                                      |                             |
| 18 | 20 febbraio 2015                                            | ISBN 978-4-04-070274-2                                                      |                             |
| 19 | 20 giugno 2015                                              | ISBN 978-4-04-070604-7                                                      |                             |

### Drama-CD
Un drama-CD di Kore wa zombie desu ka? è stato pubblicato dalla Marine Entertainment il 30 dicembre 2009. Il CD drama stato commercializzato in versione regolare ed in versione limitata. La prima tiratura di entrambe le edizioni hanno un poster allegato. Inoltre l'edizione limitata contiene un booklet di Shinichi Kimura ed una scheda telefonica illustrata da Kobuichi e Muririn.

### Manga
Un adattamento manga di Sacchi è stato serializzato sulla rivista shōnen Monthly Dragon Age dal 9 gennaio 2010 al 9 novembre 2013. Il primo volume è stato pubblicato dalla Kadokawa Shoten il 5 agosto 2010, e al 9 dicembre 2013 sono stati resi disponibili otto volumi della serie. Un adattamento in versione 4-koma chiamato Kore wa zombie desu ka? Hai, yonkoma fūmi desu. (これはゾンビですか? はい、4コマ風味です。?, Kore wa zonbi desu ka? Hai, yonkoma fūmi desu.), disegnato da Mūpa, ed un terzo manga intitolato Kore wa zombie desu ka? Hai, anata no yome desu. (これはゾンビですか? はい、アナタの嫁です。?, Kore wa zonbi desu ka? Hai, anata no yome desu.), disegnato da Ryō Hasemi, sono inoltre serializzati su Monthly Dragon Age.

#### Volumi
| Nº | Data di prima pubblicazione                                   | Data di prima pubblicazione                                                 | Data di prima pubblicazione |
| Nº | Giapponese                                                    | Giapponese                                                                  |                             |
| -- | ------------------------------------------------------------- | --------------------------------------------------------------------------- | --------------------------- |
| 1  | 5 agosto 2010                                                 | ISBN 978-4-04-712679-4                                                      |                             |
| 2  | 6 gennaio 2011                                                | ISBN 978-4-04-712707-4                                                      |                             |
| 3  | 7 luglio 2011                                                 | ISBN 978-4-04-712735-7                                                      |                             |
| 4  | 7 dicembre 2011                                               | ISBN 978-4-04-712763-0                                                      |                             |
| 5  | 7 maggio 2012                                                 | ISBN 978-4-04-712796-8                                                      |                             |
| 6  | 7 novembre 2012 (ed. regolare) 18 ottobre 2012 (ed. limitata) | ISBN 978-4-04-712838-5 (ed. regolare) ISBN 978-4-04-712806-4 (ed. limitata) |                             |
| 7  | 9 maggio 2013                                                 | ISBN 978-4-04-712870-5                                                      |                             |
| 8  | 9 dicembre 2013                                               | ISBN 978-4-04-712963-4                                                      |                             |

### Anime

Logo della serie

Un adattamento anime di Kore wa zombie desu ka?, annunciato inizialmente il 17 maggio 2010, è stato prodotto dallo Studio Deen e trasmesso per dodici episodi da TV Saitama, Chiba TV, e Sun TV dal 10 gennaio al 14 aprile 2011, per poi essere successivamente trasmesso da Gifu Broadcasting System, Inc., KBS Kyoto, Mie TV, Tokyo MX, TV Kanagawa, TVQ, Nico Nico Channel ed AT-X. Gli episodi dal 10 in poi sono stati posticipati di una settimana per via del terremoto e maremoto del Tōhoku del 2011. La sigle sono Ma・Ka・Se・Te Tonight (魔・カ・セ・テ Tonight?) (apertura) e Kizuite zombie-sama, watashi wa classmate desu (気づいてゾンビさま、私はクラスメイトです?) di Rie Yamaguchi con manzo (chiusura). La serie è stata anche trasmessa da Crunchyroll in streaming. Un tredicesimo episodio OAV è stato distribuito su DVD con l'ottavo volume delle light novel il 10 giugno 2011.
Una seconda stagione, intitolata Kore wa zombie desu ka? of the dead (これはゾンビですか? オブザデッド?, Kore wa zonbi desu ka? obu za deddo), è stata inizialmente annunciata nell'edizione di luglio di Monthly Dragon Age, ed è andata in onda dal 5 aprile al 7 giugno 2012 su Tokyo MX, per poi essere successivamente trasmessa da TVQ, Sun TV, Gifu Broadcasting System, Inc., Mie TV, BS11, Chiba TV, TV Kanagawa, TV Saitama e AT-X per dieci episodi. Le sigle sono Passionate di Iori Nomizu (apertura) e Koi no beginner nan desu (T_T) (恋のビギナーなんです（T_T）?) di Rie Yamaguchi (chiusura). Un undicesimo episodio è stato reso disponibile con il sesto volume del manga il 20 ottobre 2012 in Blu-ray.

#### Episodi
| Nº                                               | Titolo italiano (traduzione letterale) Giapponese 「Kanji」 - Rōmaji | In onda          | In onda |
| Nº                                               | Titolo italiano (traduzione letterale) Giapponese 「Kanji」 - Rōmaji | Giapponese       |         |
| Kore wa zombie desu ka? (12 episodi)             | |                  |         |
| 1                                                | Sì, sono una ragazza magica 「はい、魔装少女です」 - Hai, ma sō shōjo desu | 10 gennaio 2011  |         |
| 1                                                | Ayumu Aikawa è uno zombie resuscitato dalla negromante Eucliwood Hellscythe dopo essere stato ucciso da un aggressore sconosciuto. Un mese dopo, Eucliwood vive con Ayumu e continua a cercare il suo assassino. Durante la ricerca in un cimitero, Ayumu incontra una "Masō-Shōjo" (ragazza magica) di nome Haruna, armata di motosega, che combatte contro un gigantesco orso demoniaco noto come Megalo, tagliando Ayumu per sconfiggerlo. Haruna tenta di cancellare i ricordi di Ayumu, ma lui assorbe inavvertitamente la sua magia, facendo scomparire il suo costume magico e lasciandola nuda. Haruna decide di rimanere a casa di Ayumu fino al ritorno dei suoi poteri. Il giorno dopo, Ayumu viene attaccato da un Megalo simile a un gambero. Haruna arriva ma non riesce a evocare la sua magia, così Ayumu usa la sua forza di zombie per colpire il Megalo. Scopre che può usare la magia di Haruna per trasformarsi in una Masō-Shōjo, con tanto di costume, per finirlo. Dopo essere stato visto dai suoi compagni di classe con indosso il costume di Haruna, Ayumu viene umiliato. Ayumu viene informato da Haruna che deve combattere i Megalo al suo posto. |                  |         |
| 2                                                | No, è un vampiro ninja 「いえ、吸血忍者です」 - Ie, kyūketsu ninja desu | 17 gennaio 2011  |         |
| 2                                                | Una settimana dopo l'attacco del Megalo, la cena di Ayumu viene interrotta da un ninja vampiro di nome Seraphim che chiede l'assistenza di Eucliwood. Al rifiuto di Eucliwood, Seraphim decide di sostituire Ayumu nel ruolo di servitrice di Eucliwood e lo sfida a un duello che Ayumu riesce a vincere per un soffio, poiché è inattaccabile. Seraphim decide di diventare la serva di Ayumu e di vivere con lui, anche se non ha intenzione di servire davvero Ayumu, ma lo fa per stare vicino a Eucliwood. Ayumu ricorda la notte in cui ha incontrato per la prima volta Eucliwood, quando si è imbattuto in una casa attaccata da un serial killer ed è stato colpito alla schiena da una spada. Poco dopo, Eucliwood arrivò e lo riportò in vita come zombie. Il giorno seguente, quando Haruna litiga con Ayumu e gli dice di morire, Eucliwood la schiaffeggia, dicendole che la morte non va presa alla leggera e spingendo Haruna a scusarsi. |                  |         |
| 3                                                | Sì, capelli con i codini 「そう、髪型はツインテールに」 - Sō, kamigata wa tsuinteuru ni | 24 gennaio 2011  |         |
| 3                                                | Ayumu va al bowling con il suo compagno di classe, Orito, dove incontrano per caso Haruna, Eucliwood e Seraphim che hanno passato la giornata a giocare insieme. Ayumu cerca di evitare che Orito scopra che le ragazze vivono con lui, ma fallisce miseramente. In seguito, Orito porta Ayumu con sé a visitare una ragazza di nome Kyoko, rimasta ferita negli incidenti del serial killer. Rimasto solo con lei, Ayumu chiede a Kyoko informazioni sul suo aggressore, la cui descrizione corrisponde a quella di Eucliwood. |                  |         |
| 4                                                | Sono raggiante? 「ちょ、俺輝いてる？」 - Cho, ore kagayaiteru? | 31 gennaio 2011  |         |
| 4                                                | Mentre si chiede se debba sospettare di Eucliwood, Ayumu viene attaccato da un Megalo Dobermann di nome Kerberos Wansard che, in qualità di cane da guardia dell'inferno, è venuto a riportare Ayumu risorto nel Mondo Sotterraneo, ma si ferma quando vede Eucliwood curare le ferite di Ayumu. Mentre se ne va, accenna all'anima di qualcuno che è stato ucciso nelle vicinanze, così Ayumu lo segue. Kerberos rivela che Eucliwood assume il dolore delle persone quando le cura. Dopo essere arrivati sul luogo dell'omicidio, sia Ayumu che Kerberos vengono accoltellati, Kerberos mortalmente, e Ayumu non riesce a distinguere il volto dell'assassino. Ayumu parla con Eucliwood, che gli spiega che per tenere sotto controllo la sua potente magia deve indossare un'armatura magica, non può esprimere le sue emozioni e non può nemmeno parlare. Eucliwood piange, chiedendosi se Ayumu la odi ora che lo sa, ma insiste che resterà al suo fianco. Il giorno dopo, la città viene attaccata da un gigantesco Megalo balena, che Seraphim e Ayumu in forma Masō-Shōjo sconfiggono dopo che Seraphim gli taglia il collo e Ayumu utilizza il 1000% del potere della sua forma Masō-Shōjo per staccargli la testa. |                  |         |
| 5                                                | Sì, è il Tofu di Kyoto 「ええ、京豆腐どすえ」 - Ee, kyō tōfu dosue | 7 febbraio 2011  |         |
| 5                                                | Seraphim beve il sangue di Haruna, baciandola come anestetico, mentre Ayumu viene sorpreso a spiarle. Mentre le ragazze fanno il bagno, Ayumu riceve una telefonata dall'insegnante di Haruna, Dai-sensei, che gli dice di aver originariamente pianificato di mandare Haruna a Kyoto per prendere il tofu, ma che invece è finita a Tokyo. Ayumu riceve quindi una telefonata da Kyoko, che accetta di incontrarlo per aiutarlo a prendere il tofu per Dai-sensei. Quando i due si incontrano al cimitero, Kyoko accoltella Ayumu, rivelandosi sia come serial killer che come Masō-Shōjo. Cerca di uccidere Ayumu, ma Haruna e Seraphim arrivano per sostenerlo, anche se Kyoko è ancora in vantaggio grazie a poteri simili a quelli di un Megalo. Mentre Ayumu si trasforma e si unisce a Seraphim per combatterla, Kyoko rivela di aver deciso di iniziare a raccogliere anime per diventare immortale. Ayumu riesce a bloccare Kyoko mentre Seraphim la trafigge per sconfiggerla. Tuttavia, la ragazza riesce a sopravvivere e a ferire Seraphim, costringendo Eucliwood a intervenire. |                  |         |
| 6                                                | Sì, evoco la morte 「そう、私は死を呼ぶもの」 - Sō, watashi wa shi wo yobu mono | 14 febbraio 2011 |         |
| 6                                                | Eucliwood annulla tutti gli attacchi di Kyoko e riesce a trasformarsi in una Masō-Shōjo, il che porta Ayumu a concludere che è stata Eucliwood ad assorbire la magia di Haruna, non lui. Eucliwood usa il potere delle sue parole per uccidere Kyoko più volte, costringendola anche a provare il dolore di ogni morte. Tuttavia, Kyoko riesce a impedirlo strappandosi i timpani e attacca Eucliwood con una potente esplosione che le fa perdere i sensi. Deciso a proteggere Eucliwood, Ayumu riesce a negare la magia di Kyoko prima di ucciderla più volte, finché non esaurisce le anime raccolte, lasciandole solo la sua, che decide di risparmiare. Dai-sensei intende portare con sé Kyoko per rieducarla, ma un'altra presenza malvagia possiede Kyoko e fugge con lei. Eucliwood dice che la presenza era quella di uno zombie che è stata costretta a uccidere quando è stata consumata dalla malvagità. |                  |         |
| 7                                                | Ehi, in quale scuola media sei? 「おい、お前どこ中だよ？」 - Oi, omae doko chū dayo? | 21 febbraio 2011 |         |
| 7                                                | Ayumu si fa aiutare da Haruna e Eucliwood a studiare per non dover andare ai corsi estivi. Dopo l'esame, mentre Ayumu cerca Haruna combattendo contro un Megalo cavallo, riceve una chiamata da Dai-sensei che gli chiede di tenere un pacco per lei. Quando Ayumu trova Haruna, viene immobilizzato da un Megalo medusa, ma viene salvato da una ragazza che consegna ramen e che sconfigge il Megalo con una zuppa tonkotsu. La ragazza si rivela essere una ninja vampiro di nome Mael Strom. Quando Haruna si infastidisce perché Ayumu la ignora, spinge Ayumu su Mael, facendoli baciare accidentalmente. Mael porta Ayumu e Seraphim nella sua base segreta e mostra loro come utilizzare una macchina per far piovere zuppa tonkotsu su orde di Megalo. Seraphim rivela ad Ayumu che secondo il codice ninja, poiché si sono baciati, Ayumu e Mael sono sposati, indipendentemente dal fatto che sia stato un incidente o meno. In seguito, Ayumu e le ragazze festeggiano il Tanabata. Il giorno dopo, a scuola, Mael Strom, che al liceo è conosciuta come Yuki Yoshida, dichiara il suo stato di coppia all'intera classe di Ayumu, mentre questi scopre che l'oggetto che Dai-sensei voleva che tenesse è un paio di occhiali a raggi X. |                  |         |
| 8                                                | Sono una moglie che va a scuola 「えへ、学園妻です」 - Ehe, gakuen tsuma desu | 28 febbraio 2011 |         |
| 8                                                | Ayumu si rende conto che gli occhiali a raggi X erano destinati a Seraphim per leggere i messaggi segreti. Haruna fa uno strano sogno in cui Ayumu cerca di baciarla e una svegliatasi lo picchia. Yuki chiede consiglio alle sue amiche, Taeko Hiramatsu e Kanami Mihara, su come imparare a farsi piacere Ayumu, provando varie cose come un pranzo fatto in casa o accompagnarlo a casa. Nel frattempo Seraphim riceve il suo messaggio segreto. Haruna trova Ayumu e chiede un appuntamento. Lui finisce per invitare tutte le ragazze e il giorno dopo vanno tutti in un centro commerciale, dove Haruna si infastidisce per l'attaccamento di Yuki ad Ayumu. Più tardi Haruna chiede ad Ayumu di baciarla, ma lei si accontenta di picchiarlo. Quando tornano dalle altre, scoprono che Eucliwood è scomparsa nel nulla. |                  |         |
| 9                                                | Sì, quando mi spoglierò, rimarrete a bocca aperta 「はい、脱ぐと凄いんです」 - Hai, nugu to sugoin desu | 7 marzo 2011     |         |
| 9                                                | Eucliwood si trova di fronte allo zombie malvagio che pensava di aver ucciso. Nel frattempo, Seraphim rivela di aver ricevuto l'ordine di uccidere Eucliwood poiché il suo clan ritiene che la sua magia attiri i Megalo, ma Ayumu riesce a convincerla ad abbandonare la missione. Le minacce dello zombie di fare del male ai suoi amici fanno vacillare le emozioni di Eucliwood, che evoca una grande bambola kappa che atterra sopra Haruna e inizia a schiacciarla. Dai-sensei arriva e sposta il kappa da Haruna, ma lo fa atterrare su Yuki, che viene posseduta ed evoca un'arma chiamata Mysticore che va fuori controllo. Mysticore si prepara ad autodistruggersi, ma Ayumu riesce ad abbracciare Yuki e a fermare l'esplosione. Mentre lo zombie si congeda, Eucliwood teme di fare del male ai suoi amici e decide di lasciarli, lasciando un biglietto d'addio per Ayumu. |                  |         |
| 10                                               | No, esploderà 「いえ、それは爆発します」 - Ie, sore wa bakuhatsu shimasu | 21 marzo 2011    |         |
| 10                                               | Sono passati mesi, ma Ayumu e le ragazze non sono riusciti a trovare Eucliwood. Avendo disobbedito all'ordine di assassinare Eucliwood, le sue compagne vampiri ordinano a Seraphim di farsi uccidere. A casa di Ayumu viene consegnato un violino che Seraphim apprezza immediatamente. Più tardi, Ayumu, Haruna e Seraphim incontrano il malvagio zombie Yoruno, che tenta di ucciderli per attirare Eucliwood. Tuttavia, vengono salvati da Yuki e dalle altre ninja vampiro, che costringono Yoruno a ritirarsi. Mentre Yuki comunica ad Ayumu la posizione di Yoruno, Seraphim trova Eucliwood fuori dalla sua casa, ma Yoruno la uccide colpendola alla schiena. Yoruno costringe Eucliwood a venire con lui dopo aver assicurato la sopravvivenza di Seraphim. Ayumu e Haruna arrivano a casa di Yoruno prima dell'arrivo delle ninja vampiro, ma Yoruno piazza una bomba a orologeria sulla testa di Haruna prima di fuggire con Eucliwood. Mentre la bomba si alterna tra Haruna e Yuki, Ayumu la prende e salta dalla finestra per farla esplodere a mezz'aria, facendosi saltare in aria. |                  |         |
| 11                                               | Sì, resta con me! 「ああ、オレの所にいろ！」 - Aa, ore no tokoro ni iru! | 28 marzo 2011    |         |
| 11                                               | Le ragazze riescono a trovare tutti le parti per rimettere insieme il corpo di Ayumu, ma lui non si sveglia. Dai-sensei invia la mente di Haruna nell'autocoscienza di Ayumu, che si rimprovera di essere troppo debole. Haruna riesce a farlo ragionare, permettendogli di svegliarsi. Più tardi, Ayumu e Haruna raggiungono Yoruno ed Eucliwood alla Torre di Tokyo, mentre Seraphim, che ha bevuto il sangue di Eucliwood, si trova di fronte alla porta d'accesso al mondo dei demoni, usando il violino per suonare una canzone rilassante per combattere le orde di Megalo che appaiono progressivamente, finché non arrivano le altre ninja vampiro a sostenerla. Mentre Ayumu lotta contro Yoruno, Mystletainn reagisce e convince sia Ayumu che Haruna a trasformarsi in Masō-Shōjo, permettendo loro di superare la nebbia di Yoruno, anche se Haruna viene separata da Ayumu durante la battaglia. Ayumu procede poi a picchiare Yoruno per non aver capito i sentimenti di Eucliwood. Yoruno capisce Ayumu ed Eucliwood accetta finalmente di lasciarlo morire. In seguito, Ayumu implora Eucliwood di non andarsene di nuovo e lei risponde con la sua voce che resterà con lui a qualunque costo. |                  |         |
| 12                                               | Sì, c'è ancora molto altro 「はい、まだ続きます」 - Hai, mada tsuzukimasu | 29 marzo 2011    |         |
| 12                                               | Ayumu, Haruna, Eucliwood e Seraphim si recano in una piscina coperta dove incontrano anche Yuki, Taeko e Kanami. Seraphim è scioccata nel trovare la sua collega ninja vampiro, Sarasvati (sotto lo pseudonimo di Kirara Hoshikawa), che si esibisce come net idol. In qualche modo si ritrova in una gara di popolarità contro di lei, alla quale decide di partecipare anche Haruna. Dai-sensei tira fuori un dispositivo che permette a Eucliwood di scambiare temporaneamente la sua abilità magica con Ayumu, permettendole di cantare anche lei. La macchina si rompe a metà dell'esibizione, ma Haruna usa un po' della sua magia per permettere a Eucliwood di continuare a cantare. Tuttavia, Ayumu, ancora in possesso della magia di Eucliwood, dice la sua e per sbaglio fa indossare a tutte le ragazze bikini succinti, provocando una rapida punizione. |                  |         |
| OAV                                              | Sì, questo è un miracolo all'1% 「えぇ,これが最終回ですか？」 - Ee, kore ga saishūkai desu ka?Benvenuti nella zona pericolosa! 「ようこそ! 危険地帯へ」 - Yōkoso! Kiken chitai eIl giorno dell'anno in cui vengo colpito a terra più spesso 「一年で一番床を叩かれる日」 - Ichinen de ichiban yuka o tataka reru hi | 10 giugno 2011   |         |
| OAV                                              | Ayumu e gli altri si recano a un festival, che sfugge presto di mano quando Haruna prende il controllo. Più tardi, Haruna e Yuki ottengono la ricetta di una ninja vampiro, che Ayumu, Seraphim ed Eucliwood (tutti vestiti con un costume alla Occhi di gatto) cercano di recuperare. In seguito, la scuola partecipa a un torneo di uta-garuta, con Ayumu e Orito che si contendono la vista delle mutandine delle ragazze. |                  |         |
| Kore wa zombie desu ka? of the dead (10 episodi) | |                  |         |
| OAV                                              | Sì, grazie per questo bis 「はい、アンコールありがとうございます」 - Hai, Ankōru arigatō gozaimasuIl valore dei costumi da bagno è inestimabile 「水着の価値 プライスレス」 - Mizugi no kachi PuraisuresuNo, sono vergine 「いいえ、私は乙女座の女」 - Īe, watashi wa otomeza no on'na | 25 aprile 2012   |         |
| OAV                                              | Dopo la fine della stagione precedente, la banda continua a divertirsi in piscina. Mentre Ayumu cerca di tenere sotto controllo Haruna alla ricerca di Nessie, si lascia distrarre dalle altre ragazze e finisce per essere punito da Sera. Alla fine scopre che Haruna voleva solo giocare con Eucliwood. Più tardi, il gruppo decide di organizzare una festa a sorpresa per il compleanno di Eucliwood. Tuttavia, al ritorno di Ayumu ed Eucliwood, trovano la casa trasformata in un vuoto demoniaco da Haruna. Dopo aver superato alcune prove, festeggiano finalmente il compleanno di Eucliwood, che ringrazia per i regali. Quando il gruppo inizia a chiedersi l'età di Eucliwood, lei li addormenta con la sua magia. Infine, leggendo un messaggio degli amici, comprende finalmente il valore della sua esistenza e quanto sia stato importante per lei nascere. |                  |         |
| 1                                                | Sì, è il momento di un'altra magica trasformazione! 「はい、今再びの魔装変身!」 - Hai, ima futatabi no masō henshin! | 5 aprile 2012    |         |
| 1                                                | Mentre si riposa nell'ufficio dell'infermiera, Ayumu nota una ragazza vestita in modo strano che ficca il naso negli armadietti dei medicinali. Il giorno dopo, scorge la stessa ragazza e ha una piacevole conversazione con lei. Il giorno successivo, mentre in classe arriva la notizia di un travestito armato di motosega che si aggira per il cimitero, Ayumu si imbatte in un Megalo calamaro. Poiché la magia di Haruna non è ancora tornata del tutto e il Megalo cattura Taeko, Ayumu è costretto a diventare un Masō-Shōjo davanti a tutti per sconfiggere il mostro. Tuttavia, dopo il combattimento, la motosega Mystletainn è troppo danneggiata perché Ayumu possa cancellare i ricordi di tutti, lasciandolo alla mercé di una folla discriminante. |                  |         |
| 2                                                | Ah, addio a me 「嗚呼、さようなら俺」 - Ā, sayōnara ore | 12 aprile 2012   |         |
| 2                                                | Quando la trovata di Ayumu come Masō-Shōjo lo rende una celebrità, decide di fare un'escursione con Yuki per sfuggire a tutto ciò, mentre le ragazze decidono di unirsi a lui. Mentre Yuki prova un po' di invidia per il fatto di non essere così vicina ad Ayumu come le altre, loro le assicurano che sono venute insieme perché volevano godersi del tempo in compagnia reciproca. Ben presto arrivano in cima alla montagna, dove vengono accolti da una splendida tempesta di stelle. Al ritorno a scuola, Ayumu si ritrova ad essere il bersaglio affettuoso di Sarasvati, ossessionata dal suo sedere. Nel frattempo, Ariel viene vista affrontare Kyoko. |                  |         |
| 3                                                | Ehi! Sei proprio tu! Passione! 「Yo！それはYou！情！」 - Yo! Sore wa yō! Jō! | 19 aprile 2012   |         |
| 3                                                | Mentre Sera ha difficoltà a capire l'attrazione di Sarasvati per il posteriore di Ayumu, Haruna tenta di riparare Mystletainn da sola, ma tutto va a rotoli quando Ayumu cerca di usare la motosega troppo presto. Nel frattempo, Haruna cerca di aiutare Yuki ad esercitarsi come ballerina di riserva per il concerto di Sarasvati, solo che il ballo si rivela una maledizione voodoo. Con Sarasvati che minaccia di rimandare Yuki al suo villaggio se non perfeziona la danza, Ayumu la aiuta a fare un po' di pratica all'ultimo minuto. Al concerto, il ballo diventa una super maledizione che costringe tutti a ballare fino allo sfinimento. |                  |         |
| 4                                                | No, torna a casa, padrone 「いや、帰れご主人様」 - Iya, kaere goshujin-sama | 26 aprile 2012   |         |
| 4                                                | Volendo farlo uscire dalla sua fase di crossdressing, Orito porta Ayumu in un caffè cosplay "tsundere" di proprietà del clan di Sarasvati, dove lavorano anche Sera, Yuki e Haruna. Lì, Ayumu viene lanciato in una sfida in cui deve cercare di far emergere il lato "dere" di cinque cameriere per ottenere un dessert gratuito, con un grosso prezzo da pagare in caso di fallimento. Dopo aver sconfitto Yuki, Sera, Haruna e persino Eucliwood, Ayumu affronta Kanami, e riesce a vincere quando Orito le fa una confessione. In seguito, Ayumu scopre che il suo compagno di classe, Anderson, proviene dal Mondo Sotterraneo. |                  |         |
| 5                                                | Sì, va di moda ogni anno 「はい、毎年流行ってます」 - Hai, maitoshi hayattemasu | 3 maggio 2012    |         |
| 5                                                | Mentre Sera si reca a una riunione con gli altri ninja vampiri, Eucliwood ha la febbre e Ayumu e Haruna passano la giornata ad accudirla. Il giorno dopo, Anderson spiega che i sintomi di Eu sono dovuti all'aver mangiato troppo albedo di mandarino, considerato velenoso per gli abitanti del Mondo Sotterraneo, e ricorre a bizzarri rimedi per farla tornare in salute. In seguito, Haruna si ammala di raffreddore per il troppo lavoro, così Ayumu ed Eucliwood si occupano di lei. |                  |         |
| 6                                                | No, non potevo vincere 「ちゃうねん、勝てててん」 - Chaunen, kateteten | 10 maggio 2012   |         |
| 6                                                | Mentre Dai-sensei riferisce ad Ayumu che Mystletainn tornerà presto a casa come nuovo, iniziano i preparativi per il festival scolastico, con Haruna che contribuisce con le sue conoscenze sulla cottura delle uova e la classe di Ayumu che decide di allestire un caffè stregato. Il giorno prima del festival, Ayumu incontra un uomo curioso che gli regala un anello. Dopo aver trascorso la serata a lavorare ai preparativi con Taeko, Ayumu torna a casa e scopre che Mystletainn è tornato e lo usa per rimuovere i ricordi legati al suo incidente. Tuttavia, i suoi compagni di classe lo costringono a travestirsi da sposa per pubblicizzare il caffè. Yuki chiede ad Ayumu di accompagnarla in un punto designato a una lettera ricevuta, ma viene colpita da uno scherzo e finisce per evocare di nuovo la Mysticore. Appare l'uomo di prima, che dice ad Ayumu di mettere a Yuki l'anello che ha ricevuto, che sopprime Mysticore in modo che Yuki non diventi più un'arma, anche se al risveglio lo scambia per una fede nuziale. Proprio in quel momento, alcuni Megalo appaiono al festival della cultura, così Haruna, utilizzando un dispositivo per assorbire parte del mana di Eucliwood, si trasforma in una Masō-Shōjo al fianco di Ayumu per sconfiggerli. In seguito, però, Haruna inizia ad avvertire un intenso mal di testa.                                                                     |                  |         |
| 7                                                | Sì, l'insegnante è il migliore! 「うん、先生が最強だよ！」 - Un, sensei ga saikyō da yo! | 17 maggio 2012   |         |
| 7                                                | A seguito dell'assorbimento del mana di Eucliwood, Haruna sperimenta gli stessi dolori che la negromante prova di solito quando parla e si esprime. Durante il secondo giorno del festival, Haruna getta via il suo dispositivo di assorbimento del mana, mentre Yuki si vede confiscare il suo anello dall'insegnante. Alla fine del festival, lo stesso insegnante si rivela essere la fata che Ayumu aveva incontrato, una Masō-Shōjo di nome Chris, mentore di Dai-sensei, che ha usato il dispositivo di Haruna per assorbire abbastanza mana da annullare una maledizione su di lei. Dopo aver lanciato l'intera classe nel cielo, riesce a sconfiggere Ayumu prima di fuggire con il mana di tutti. Quando Dai-sensei viene a sapere del ritorno di Chris, Kyoko si offre di fare un patto con lei. |                  |         |
| 8                                                | Ehi, è ora di divertirsi Kyoko! 「フー、京子ちゃん合コンだゼッ！」 - Fū, Kyōko-chan gōkon da ze! | 24 maggio 2012   |         |
| 8                                                | Kyoko si presenta improvvisamente a casa Aikawa, dopo essere stata rilasciata da Dai-sensei per parlare con Ayumu. Accetta di raccontare ad Ayumu il punto debole di Chris, che ha saputo dal Re della Notte, a condizione che lui la intrattenga. Chiede quindi ad Ayumu di organizzare un appuntamento di gruppo (goukon), invitando tutte le altre ragazze. Poiché Kyoko non sembra molto impressionata quando Dai-sensei si presenta a sorpresa, Ayumu decide di portare Kyoko al cimitero e di permetterle di fargli tutto quello che vuole in cambio dell'informazione. Lei lo accoltella improvvisamente, ma allo stesso tempo lo abbraccia e gli confessa di amarlo. Mentre Kyoko si lamenta di come tutti perderanno la memoria di lei quando tornerà in prigione, Ayumu dice che si ricorderà ancora di lei. Dopo essersene andata, Kyoko invia ad Ayumu i dettagli della debolezza di Chris, che si rivela essere semplicemente il solletico. |                  |         |
| 9                                                | Ah, il mio tesoro è un buono a nulla 「ああ、マイダーリンはロクデナシ」 - Ā, Mai Dārin wa rokudenashi | 31 maggio 2012   |         |
| 9                                                | Ritenendo inutili le informazioni di Kyoko, Ayumu viene incaricato da Dai-sensei di cercare la più forte guerriera del Mondo Sotterraneo, Naegleria Nebiros, che è una vecchia amica di Eucliwood. Dopo aver accettato di partecipare a uno dei concerti di Saras, Ayumu incontra Naegleria e finisce per doverla aiutare a disegnare la sua dōjinshi, mentre le altre si uniscono a lui. Dopo aver appreso che la storia è incentrata su Eucliwood e su come sarebbero potute andare le cose per lei, il gruppo è determinato a completarla, ma subisce una battuta d'arresto a causa della cucina di Sera. Dopo aver completato una discreta quantità di lavoro, Ayumu riesce ad arrivare al concerto di Saras prima che finisca. Dopo il concerto, Saras porta Ayumu sul terrazzo e gli dà un caffè-latte. Quando Ayumu si distrae mentre parla con Saras, quest'ultima succhia la cannuccia di Ayumu, sposando così Ayumu. Alla fine, Naegleria e Chris escono insieme, dimostrando di avere un rapporto di amicizia. |                  |         |
| 10                                               | Ma va bene così 「だけど, それがいい」 - Dakedo, sore ga ī | 7 giugno 2012    |         |
| 10                                               | Quando Dai-sensei assume il ruolo di insegnante della classe di Ayumu, decide di sottoporre Ayumu a una prova, minacciando di cancellare i suoi ricordi in caso di fallimento. Una lezione tenuta da Haruna finisce presto nel caos quando lei crea accidentalmente una melma gigante e "indecente" (scioglie i vestiti). Giudicando la capacità di Ayumu di gestire la situazione come un fallimento, Dai-sensei gli toglie i ricordi. Quando Haruna, Eucliwood e Sera esprimono il desiderio di riportare indietro i ricordi di Ayumu, Dai-sensei dà loro la possibilità di immergersi nella sua coscienza e recuperare i suoi ricordi. Trovando un residuo dei ricordi di Ayumu, le ragazze si imbattono presto nelle rappresentazioni delle varie emozioni di Ayumu, ma le sconfiggono facilmente. Ben presto si imbattono nella rappresentazione dell'accidia di Ayumu, Belphegor, che si impossessa del corpo di Ayumu. Mentre Eucliwood affronta Ayumu nella sua modalità Masō-Shōjo, gli mostra tutti gli appunti che aveva scritto per lui e, collaborando con Haruna, riesce a fargli tornare la memoria. Alla fine, una nuova ragazza con in mano una bambola parlante (che si crede essere Lilia Lilith, la regina di Villiers) si mostra interessata ad Ayumu, preannunciando le cose che verranno. L'episodio si conclude dopo aver mostrato brevi scene di Naegleria e Chris, Saras e Yuki e la famiglia Aikawa. |                  |         |
| OAV                                              | Sì, si adatta alla mia altezza 「はい、身の丈に合ってます」 - Hai, mi no take ni attemasu | 20 ottobre 2012  |         |
| OAV                                              | Ayumu e co. partecipano a un mercatino delle pulci in cui Haruna viene sfidata da Orito a guadagnare il maggior numero di soldi. Sebbene Haruna abbia difficoltà a vendere i suoi articoli, gli altri contribuiscono ad aiutarla. Dopo la chiusura del mercato, Ayumu beve accidentalmente un intruglio che lo rende invisibile. Mentre è invisibile, Ayumu viene incaricato da Haruna di andare a scuola durante un esame di fisica e di trovare un ciondolo comprato da una ragazza, riuscendo alla fine a recuperarlo da Taeko, per poi scoprire che si trattava di un falso e che quello vero era stato trovato a casa da Sera sotto un cuscino del divano. |                  |         |

## Accoglienza
Kore wa zombie desu ka? è stato premiato con una menzione d'onore ai 20th Fantasia Awards di Fujimi Shobō per i romanzi di lunga durata.
Il primo volume del manga è stato descritto da Anime UK Network come un mix di fan service e follia soprannaturale piuttosto disordinato. Questo approccio suggerisce che l'intento dell'autore non fosse quello di creare una trama profonda e coerente, ma piuttosto il contrario. Le gag folli tipiche degli harem funzionano in alcune occasioni, mentre lo stile grafico, sebbene non eccezionale, risulta carino e sexy quando necessario ed è generalmente soddisfacente. Lo ha consigliato principalmente a chi ha già apprezzato la versione animata; per i nuovi lettori invece poteva risultare un po' piatto rispetto ad altre serie che combinano fan service e commedia in modo più divertente ed accessibile.
THEM Anime Reviews ha recensito la prima stagione dell'anime, notando che nonostante la trama risultasse confusa e priva di coerenza, era in grado di intrattenere lo spettatore grazie alle battaglie piacevoli e alla presenza abbondante di fan service, accompagnato da elementi yuri. La colonna sonora è stata giudicata piacevole, mentre i disegni sono stati descritti come luminosi e nitidi. Tuttavia, il character design è stato considerato generico ma comunque attraente. Una critica significativa è stata mossa riguardo alla quantità scomoda di scene splatter e spargimenti di sangue che non si integravano bene con il tono umoristico della serie. Questo ha impedito al programma di riuscire a creare una commedia nera efficace, poiché l'umorismo si concentra principalmente sullo slapstick e sulle scene sexy.